# Kasteel Puttenberg

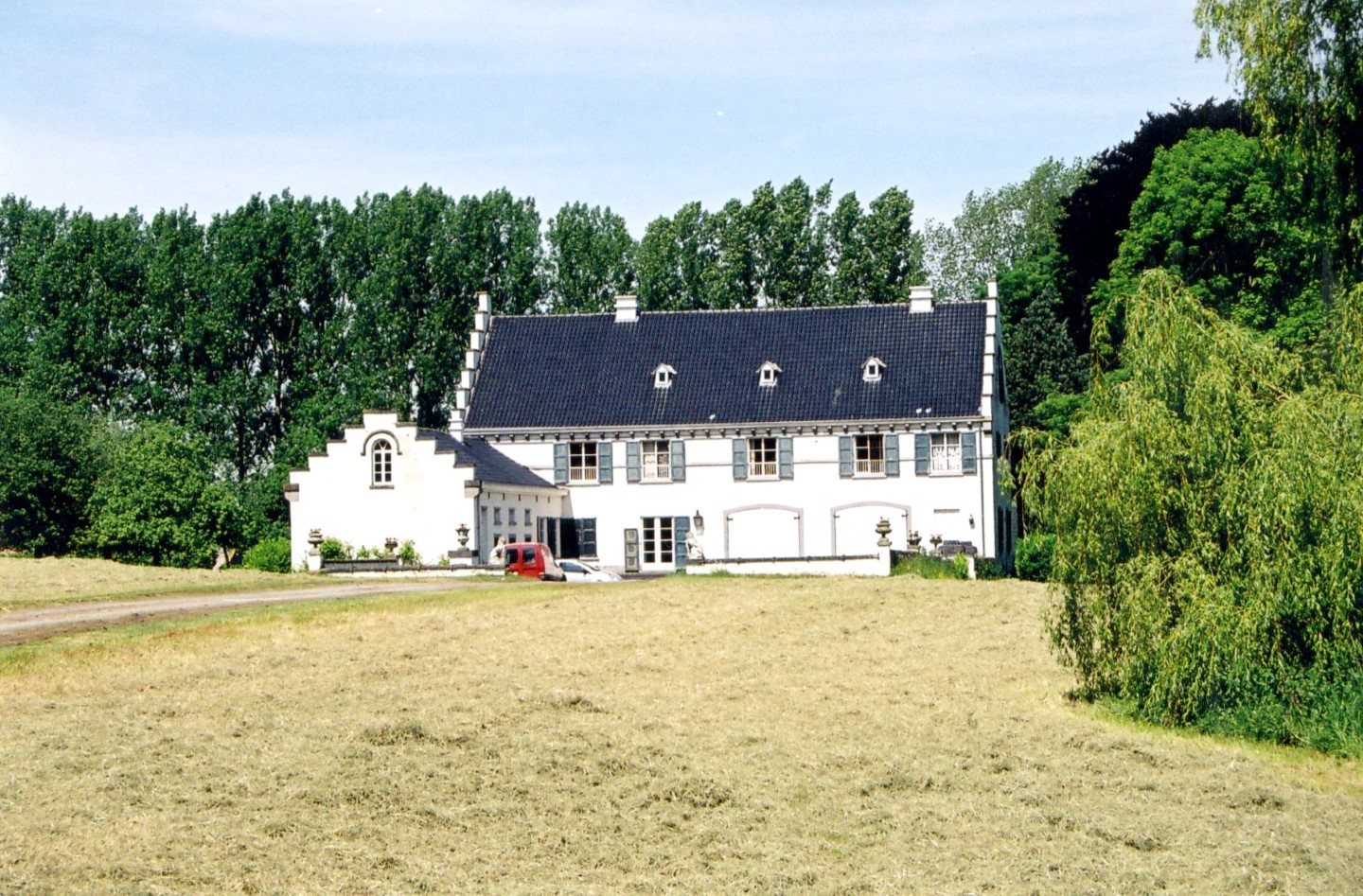
Landhuis Puttenberg

Kasteel Puttenberg is een kasteeldomein nabij de tot de Vlaams-Brabantse gemeente Pepingen behorende plaats Beert, gelegen aan Puttenberg 1.

## Geschiedenis
Vanouds was Puttenberg de zetel van een heerlijkheid en gelegen nabij het brongebied van een zijbeek van de Zuunbeek. Omstreeks de tweede helft van de 19e eeuw was het goed in bezit van Hyacinthe-Emmanuel Camberlyn d'Amougies. Die liet omstreeks 1855 het bestaande kasteel vergroten, maar omstreeks 1865 werd het afgebroken en vervangen door een fantasierijk neogotisch kasteeltje. Begin jaren '60 van de 20e eeuw werd dit kasteeltje gesloopt en een bijgebouw dat tegelijk met het kasteeltje was opgetrokken, werd als landhuis ingericht. Naast dit landhuis is er nog een uit de 19e eeuw stammende ijskelder.
Het landhuis wordt omringd door een park van 3 hectare. Een deel van de omgrachting werd omgevormd tot serpentinevijver.